# Polémon de Pétra
Pour les articles homonymes, voir Petra.
Polémon de Pétra (grec ancien : Πολέμων Πετραῖος) est un vainqueur olympique, peut-être originaire de Pétra (Piérie).
Il remporta la course à pied du stadion d'une longueur d'un stade (environ 192 m) lors des 200e Jeux olympiques en 21 ap. J.-C.

## Sources
- (en) Paul Christesen, Olympic Victor Lists and Ancient Greek History, New York, Cambridge University Press, 2007, 580 p. (ISBN 978-0-521-86634-7).
- Eusèbe de Césarée, Chronique, Livre I, 70-82. Lire en ligne.
- (en) David Matz, Greek and Roman Sport : A Dictionnary of Athletes and Events from the Eighth Century B. C. to the Third Century A. D., Jefferson et Londres, McFarland & Company, 1991, 169 p. (ISBN 0-89950-558-9)
- (it) Luigi Moretti, « Olympionikai, i vincitori negli antichi agoni olimpici », Atti della Accademia Nazionale dei Lincei, vol. VIII,‎ 1959, p. 55-199.